# Renault Dauphine

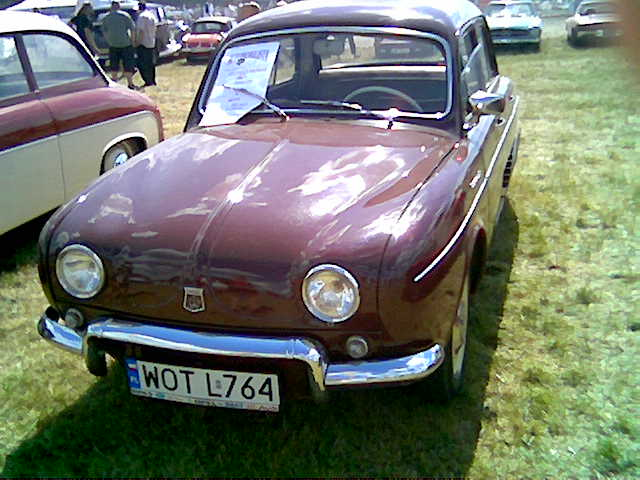
Renault Dauphine.

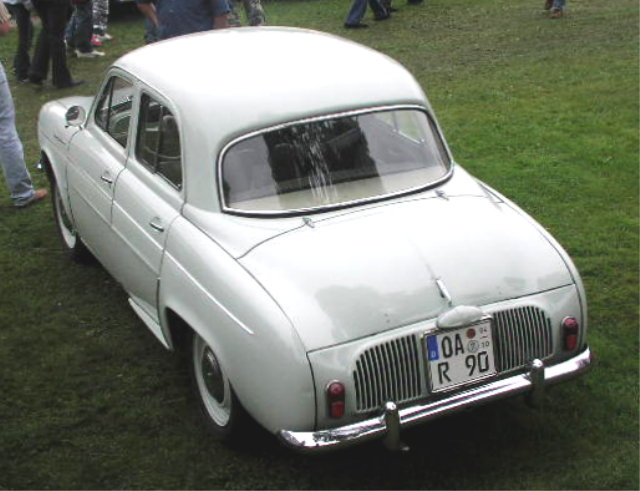
Renault Dauphine.

Renault Dauphine är en bilmodell tillverkad av Renault som presenterades 6 mars 1956 och var en efterföljare till Renault 4CV. Liksom 4CV har Dauphine självbärande kaross och svansmotor. Motorn är en vattenkyld rak 4:a på 32 hk.
Dauphinen producerades 1956 till 1967 och under dessa drygt 10 år tillverkades i exakt 2 150 738 exemplar. Dessutom licenstillverkades Dauphinen av Alfa Romeo i Italien, Fasa i Spanien (126 000 exemplar), Industrias Kaiser Argentina (97 000 exemplar) och Willys-Overland i Brasilien (19 000 exemplar). En elbilsversion kallad Henney Kilowatt producerades också i 47 exemplar åren 1960 till 1962.
En lyxigare version kallad Ondine tillverkades 1962-1963 och sportversion kallad Gordini tillverkades 1958-1965.

## Tekniska data
- Längd: 3,95 m
- Bredd: 1,52 m
- Höjd: 1,44 m
- Hjulbas: 2,27 m
- Markfrigång: 0,15 m
- Tjänstevikt: 695 kg
- Motorvolym: 845 cc
- Motereffekt: 32 hk
- Acceleration 0-100 km/h: 32 s